# Al-Fuhajla
Al-Fuhajla (arab. الفحيلة) – miejscowość w Syrii, w muhafazie Hims. W 2004 roku liczyła 1173 mieszkańców.